# Boeing F3B
Boeing F3B là một mẫu máy bay tiêm kích và tiêm kích-bom hai tầng cánh, hoạt động trong các đơn vị không quân của Hải quân Hoa Kỳ từ năm 1928 đến đầu thập niên 1930.

## Phát triển
Mẫu máy bay này có tên thiết kế trong công ty là Model 74, mẫu máy bay này là một cải tiến lớn hơn của F2B. Nguyên mẫu được Hải quân gọi là XF3B-1 lúc đó vẫn còn thiết kế cánh vót nhọn của F2B, nhưng lại được chế tạo như một thủy phi cơ sử dụng bộ bánh đáp của FB-5. Tuy nhiên, việc phát triển sử dụng nhiều máy bay chiến đấu trên những tàu sân bay đã lấy đi hầu hết sự cần thiết đối với những máy bay tiêm kích nổi (thủy phi cơ), và thời gian của các thử nghiệm đã được lên báo cáo, việc chế tạo F3B-1 (Model 77) với cánh cao hơn, có độ xuôi sau nhỏ và thiết kế lại đuôi với bề mặt làm từ nhôm. Nó cũng loại bỏ kiểu sắp xếp dạng thanh của bộ bánh đáp và sửa lại hình dạng đuôi đứng.

## Lịch sử hoạt động
Chuyến bay đầu tiên diễn ra vào ngày 3 tháng 2-1928, khả năng lượn vòng khá đã giúp Boeing giành được hợp đồng sản xuất 73 chiếc loại này. Những chiếc F3B hoạt động với vai trò của những máy bay tiêm kích-bom trong khoảng 4 năm ở các phi đội VF-2B trên tàu USS Langley, VB-2B trên tàu USS Saratoga (sau này là phi đội VF-6B), và VB-1B trên tàu USS Lexington, trong khoảng thời gian mà một số máy bay được gắn thêm bộ phận Townend ring và những chiếc khác lắp thêm bộ phận phụ. Các máy bay này tiếp tục hoạt động trên tuyến đầu cho đến năm 1932 và sau đó được giữ lại trong vài năm sau đó như những chiếc hack (máy bay điều khiển và chỉ huy).

## Các phiên bản
Model 74XF3B-1, một mẫu thử nghiệm mang số A7674
Model 77F3B-1, 73 chiếc mang số A7675-A7691; A7708-A7763

## Quốc gia sử dụng
United States
- Hải quân Hoa Kỳ

## Thông số kỹ thuật (F3B-1)
Dữ liệu lấy từ 

### Đặc điểm riêng
- Tổ lái: 1
- Chiều dài: 24 ft 10 in (7.57 m)
- Sải cánh: 33 ft (10.06 m)
- Chiều cao: 9 ft 2 in (2.79 m)
- Diện tích cánh: 275 ft² (25.55 m²)
- Trọng lượng rỗng: 2.179 lb (988 kg)
- Trọng lượng cất cánh: n/a
- Trọng lượng cất cánh tối đa: 2.945 lb (1.336 kg)
- Động cơ: 1× Pratt & Whitney R-1340-80 Wasp, 425 hp (317 kW)

### Hiệu suất bay
- Vận tốc cực đại: 157 mph (137 knots, 253 km/h)
- Vận tốc hành trình: 131 mph (114 knots, 211 km/h)
- Tầm bay: 340 mi (296 nm, 547 km)
- Trần bay: 21.500 ft (6.555 m)
- Vận tốc lên cao: 2.020 ft/min (10.26 m/s)
- Lực nâng của cánh: n/a
- Lực đẩy/trọng lượng: n/a

### Vũ khí
- Súng: 2 khẩu Browning 0.3 in (7.62mm)
- Bom: 5 quả 25 lb (11.3 kg)